# Duyvelsgatmolen
De Duyvelsgatmolen of Quade Molen was een windmolen aan de Singelgracht in de Nederlandse stad Delft, tegenover de Nootdorpervaart, nu Geerweg. Deze molen had een scheprad waarmee het water in de grachten werd ververst, hoofdzakelijk ten behoeve van de Delftse bierbrouwerijen die behoefte hadden aan flinke hoeveelheden vers water. De molen werd in 1450 gebouwd, omdat het grachtwater op die plek stillet blijvet leggen ende daerom lichtelijck stincke.
In 1588 werd de Duyvelsgatmolen door Simon Stevin en Jan de Groot, later burgemeester van Delft, zodanig verbeterd, dat de molen drie maal zoveel water verzette als daarvoor. Hiervoor werd door het stadsbestuur een bedrag van tweehonderd gulden betaald. Eenzelfde bedrag ontvingen de heren twee jaar later voor het aanbrengen van een soortgelijke verbetering aan een andere molen, gelegen aan de wal tegenover de Nieuwe Langendijk, en opgericht met hetzelfde doel.
In de Duyvelsgatmolen was een woning, waarin de molenaar gratis woonde.
Op 27 augustus 1732 besloot het gemeentebestuur de molen ter sloop in de verkoop te doen, omdat het dak te bouwvallig was geworden en de baten niet opwogen tegen de reparatiekosten.
Op de locatie van de voormalige molen is nu de 'Duyvelsgatbrug' gelegen (brug over de verbinding tussen het Rijn-Schiekanaal en de Kantoorgracht).